# Cynoglossus
Genre
Synonymes
- Arelia Kaup, 1858[1]
- Areliscus Jordan & Snyder, 1900[1]
- Cynaglossoides[1]
- Cynoglessus[1]
- Cynoglossoides Smith, 1949[1]
- Cynoglossoides von Bonde, 1922[1]
- Dollfusichthys Chabanaud, 1931[1]
- Icania Kaup, 1858[1]
- Trulla Kaup, 1858[1]

Cynoglossus est un genre de poissons pleuronectiformes (c'est-à-dire des poissons plats ayant des côtés dissemblables), de la famille des Cynoglossidae.

## Liste des espèces
Selon World Register of Marine Species (31 janvier 2020) :
- Cynoglossus abbreviatus (Gray, 1834)
- Cynoglossus acaudatus Gilchrist, 1906
- Cynoglossus acutirostris Norman, 1939
- Cynoglossus arel (Bloch & Schneider, 1801)
- Cynoglossus attenuatus Gilchrist, 1904
- Cynoglossus bilineatus (Lacepède, 1802)
- Cynoglossus broadhursti Waite, 1905
- Cynoglossus browni Chabanaud, 1949
- Cynoglossus cadenati Chabanaud, 1947
- Cynoglossus canariensis Steindachner, 1882
- Cynoglossus capensis (Kaup, 1858)
- Cynoglossus carpenteri Alcock, 1889
- Cynoglossus crepida Fricke, Golani & Appelbaum-Golani, 2017
- Cynoglossus cynoglossus (Hamilton, 1822)
- Cynoglossus dispar Day, 1877
- Cynoglossus dollfusi (Chabanaud, 1931)
- Cynoglossus dubius Day, 1873
- Cynoglossus durbanensis Regan, 1921
- Cynoglossus feldmanni (Bleeker, 1854)
- Cynoglossus gilchristi Regan, 1920
- Cynoglossus gracilis Günther, 1873
- Cynoglossus heterolepis Weber, 1910
- Cynoglossus interruptus Günther, 1880
- Cynoglossus itinus (Snyder, 1909)
- Cynoglossus joyneri Günther, 1878
- Cynoglossus kapuasensis Fowler, 1905
- Cynoglossus kopsii (Bleeker, 1851)
- Cynoglossus lachneri Menon, 1977
- Cynoglossus lida (Bleeker, 1851)
- Cynoglossus lighti Norman, 1925
- Cynoglossus lineolatus Steindachner, 1867
- Cynoglossus lingua Hamilton, 1822
- Cynoglossus maccullochi Norman, 1926
- Cynoglossus macrolepidotus (Bleeker, 1851)
- Cynoglossus macrophthalmus Norman, 1926
- Cynoglossus macrostomus Norman, 1928
- Cynoglossus maculipinnis Rendahl, 1921
- Cynoglossus marleyi Regan, 1921
- Cynoglossus melampetalus (Richardson, 1846)
- Cynoglossus microlepis (Bleeker, 1851)
- Cynoglossus monodi Chabanaud, 1949
- Cynoglossus monopus (Bleeker, 1849)
- Cynoglossus nigropinnatus Ochiai, 1963
- Cynoglossus ochiaii Yokogawa, Endo & Sakaji, 2008
- Cynoglossus ogilbyi Norman, 1926
- Cynoglossus oligolepis (Bleeker, 1855)
- Cynoglossus pottii Steindachner, 1902
- Cynoglossus puncticeps (Richardson, 1846)
- Cynoglossus purpureomaculatus Regan, 1905
- Cynoglossus robustus Günther, 1873
- Cynoglossus roulei Wu, 1932
- Cynoglossus sealarki Regan, 1908
- Cynoglossus semifasciatus Day, 1877
- Cynoglossus semilaevis Günther, 1873
- Cynoglossus senegalensis (Kaup, 1858) - Sole sénégalaise ou Sole tropicale
- Cynoglossus sibogae Weber, 1913
- Cynoglossus sinicus Wu, 1932
- Cynoglossus sinusarabici (Chabanaud, 1931)
- Cynoglossus suyeni Fowler, 1934
- Cynoglossus trigrammus Günther, 1862
- Cynoglossus trulla (Cantor, 1849)
- Cynoglossus waandersii (Bleeker, 1854)
- Cynoglossus zanzibarensis Norman, 1939

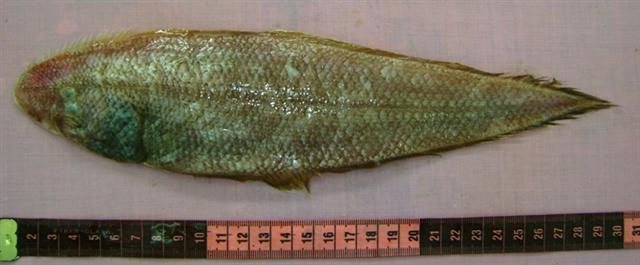
Cynoglossus arel
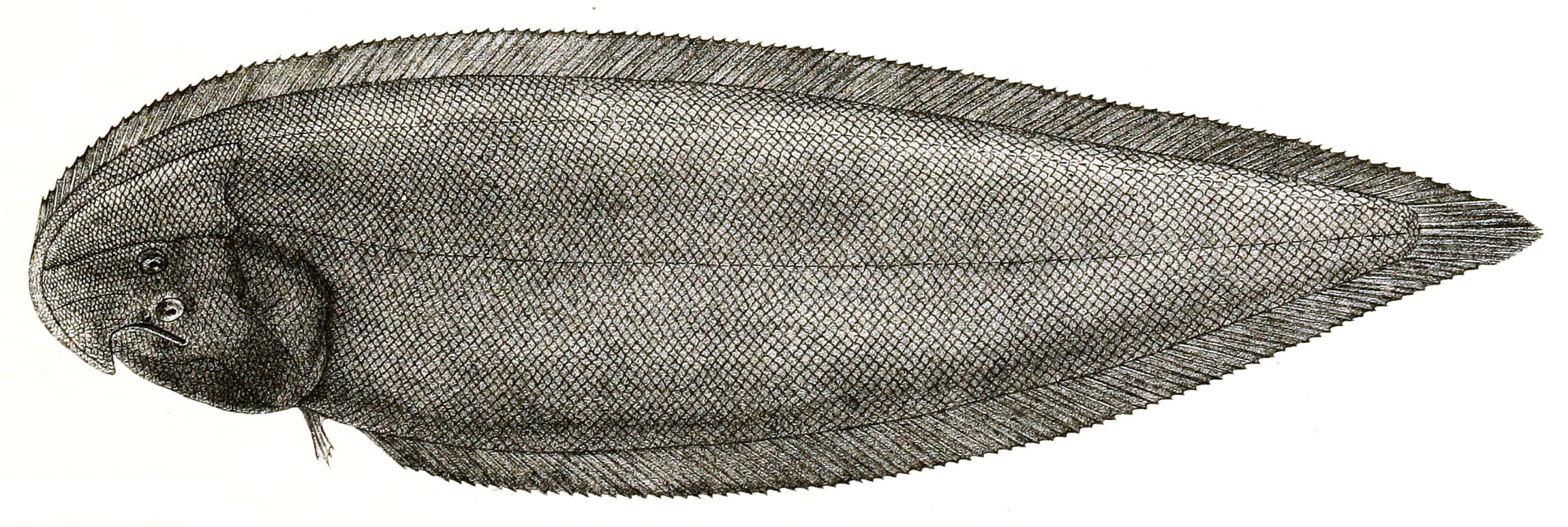
Cynoglossus sindensis
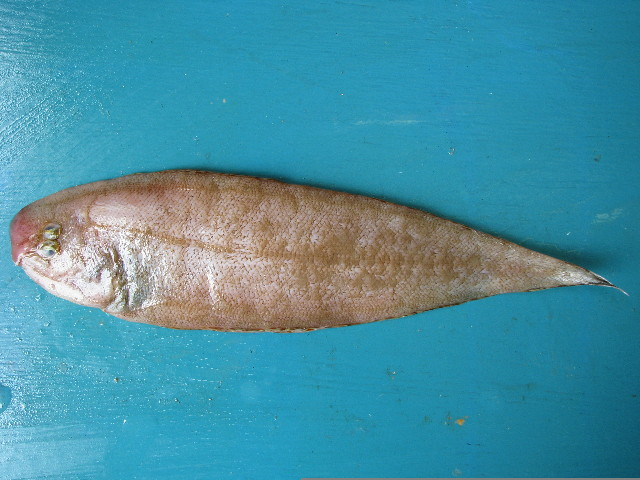
Cynoglossus capensis
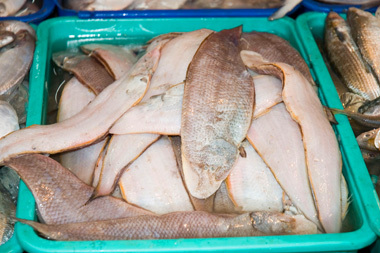
Cynoglossus cynoglossus
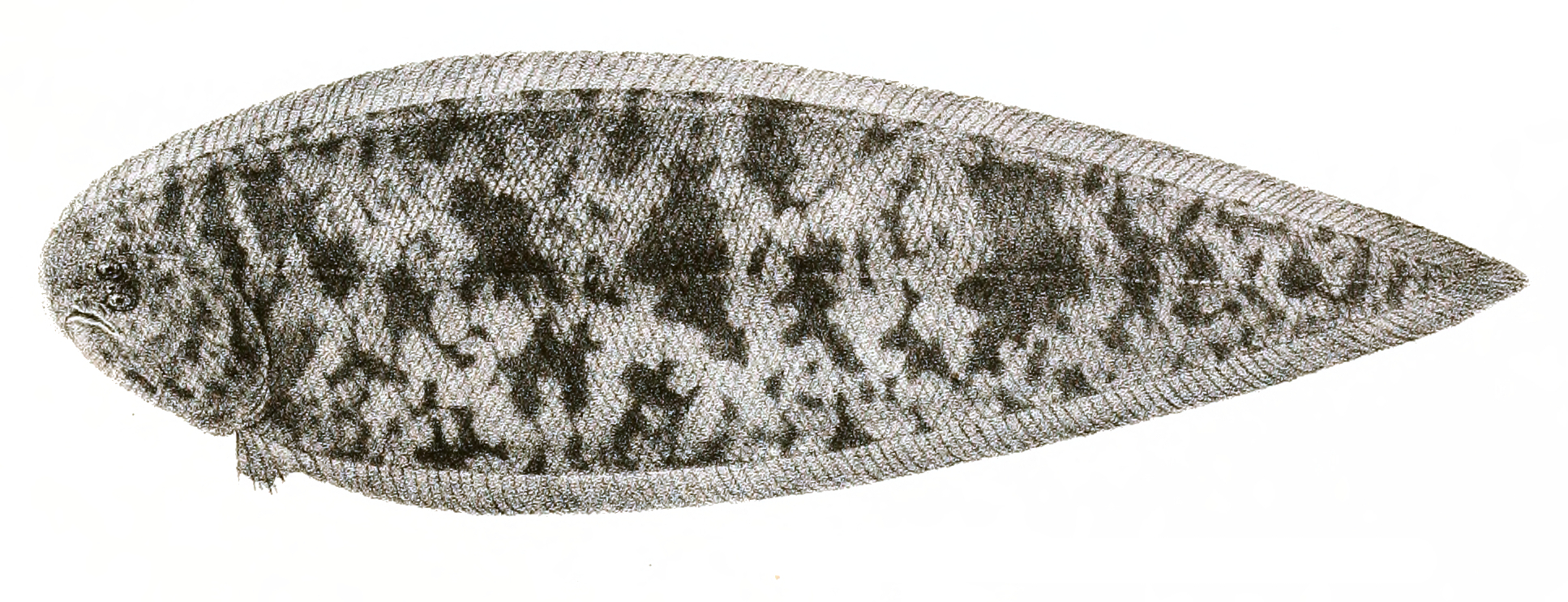
Cynoglossus dispar
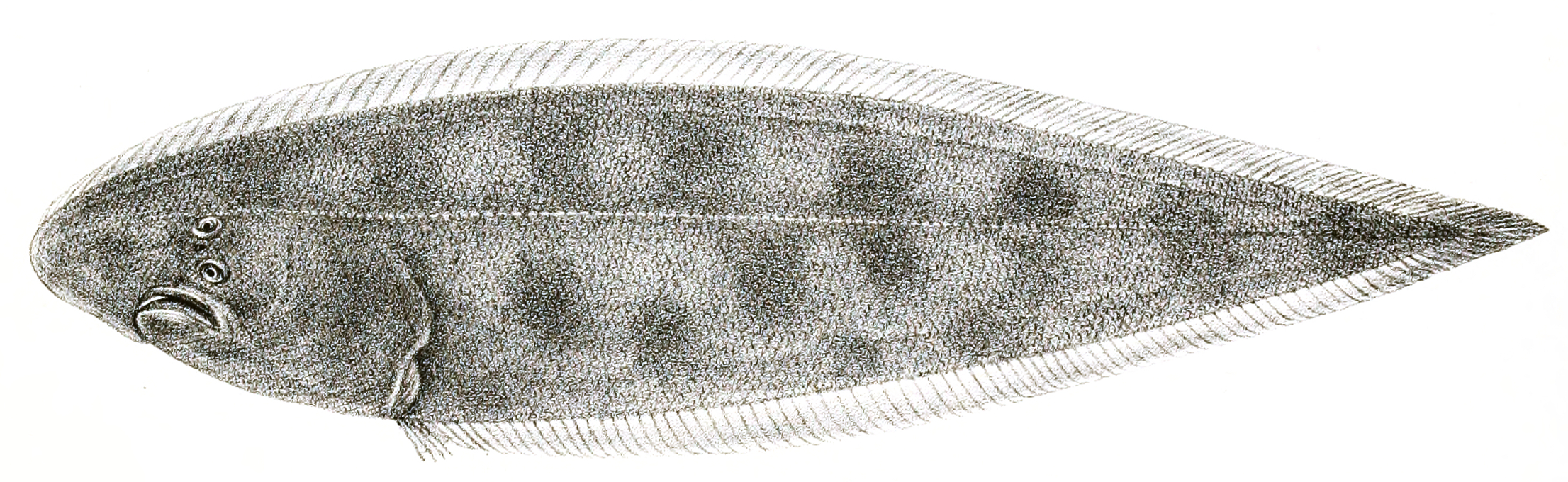
Cynoglossus dubius
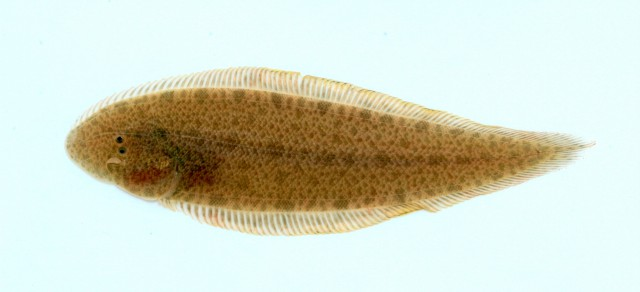
Cynoglossus feldmanni
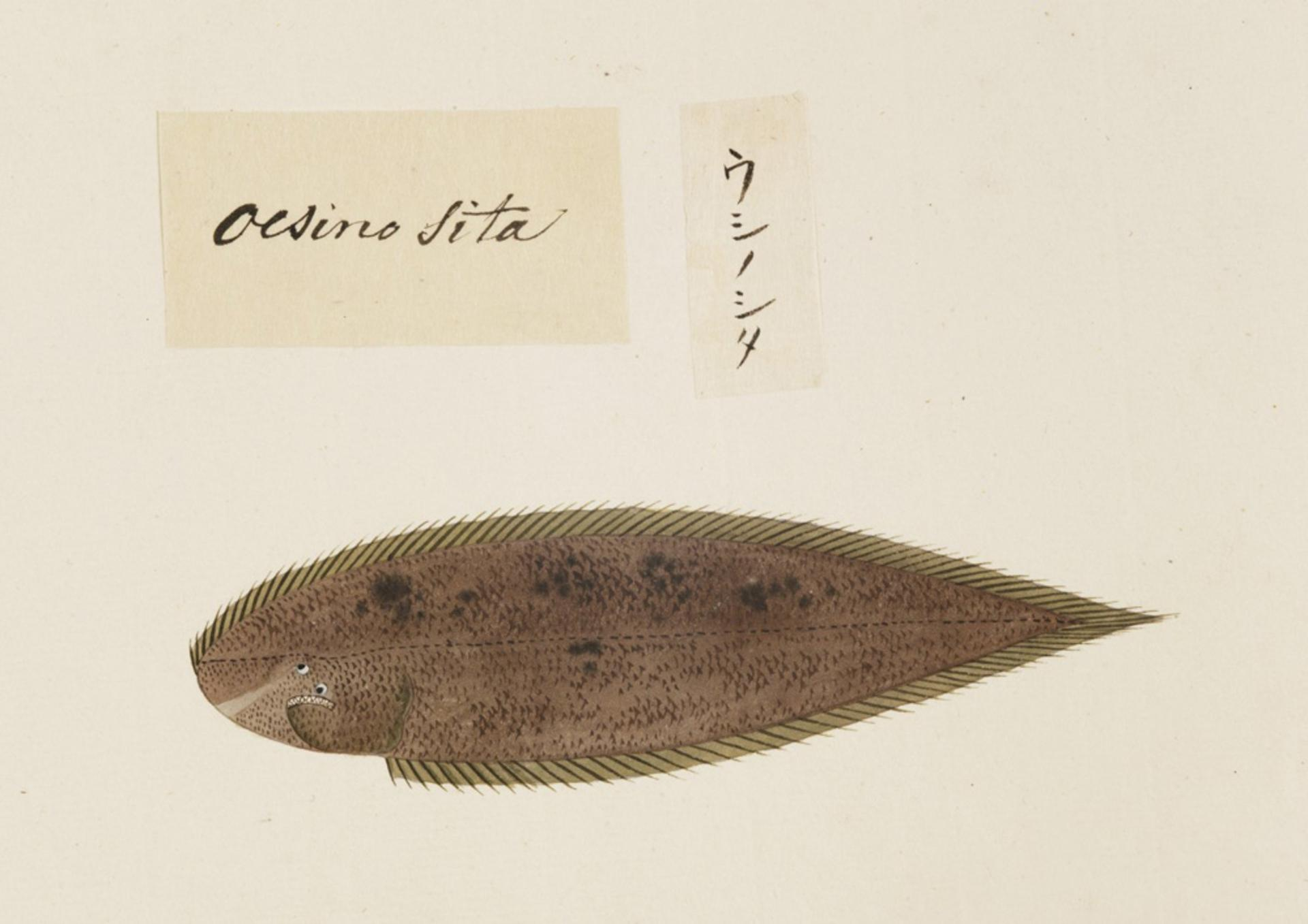
Cynoglossus joyneri
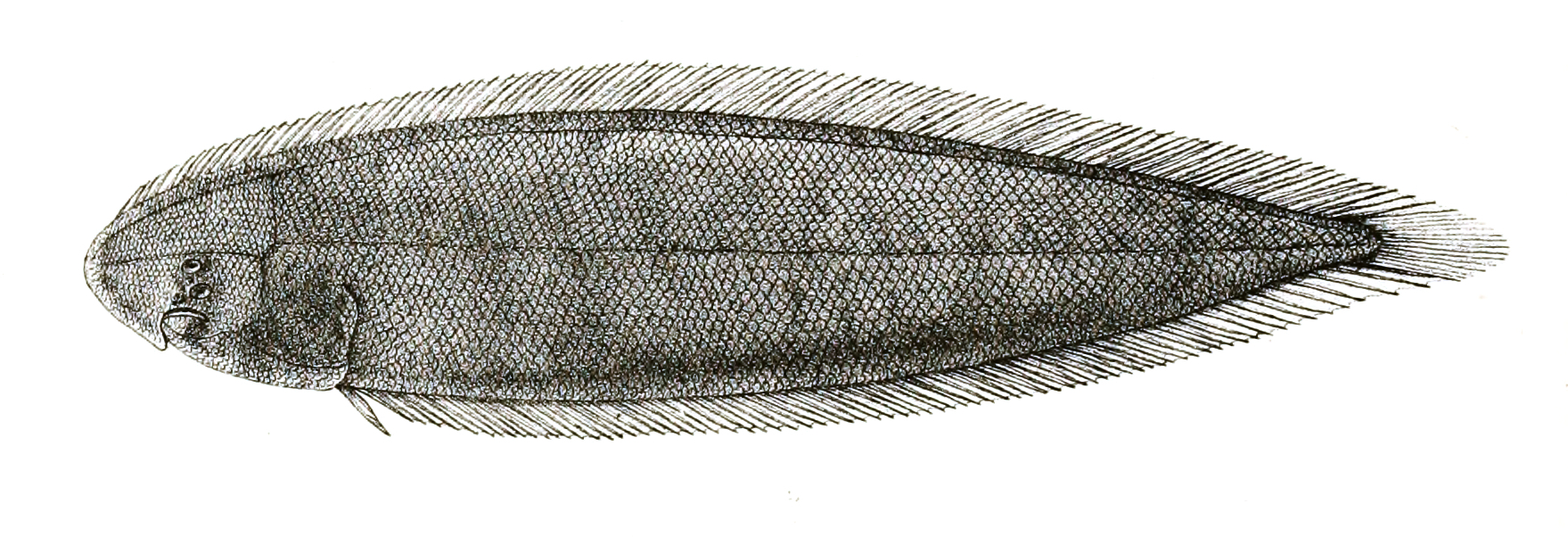
Cynoglossus lida
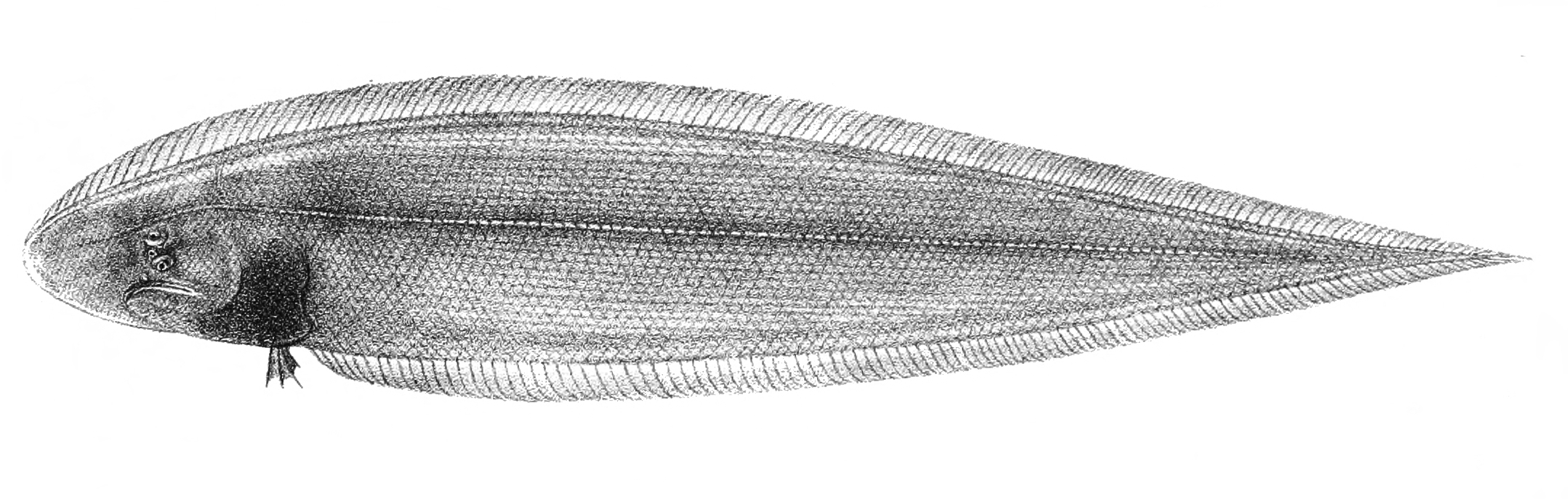
Cynoglossus lingua
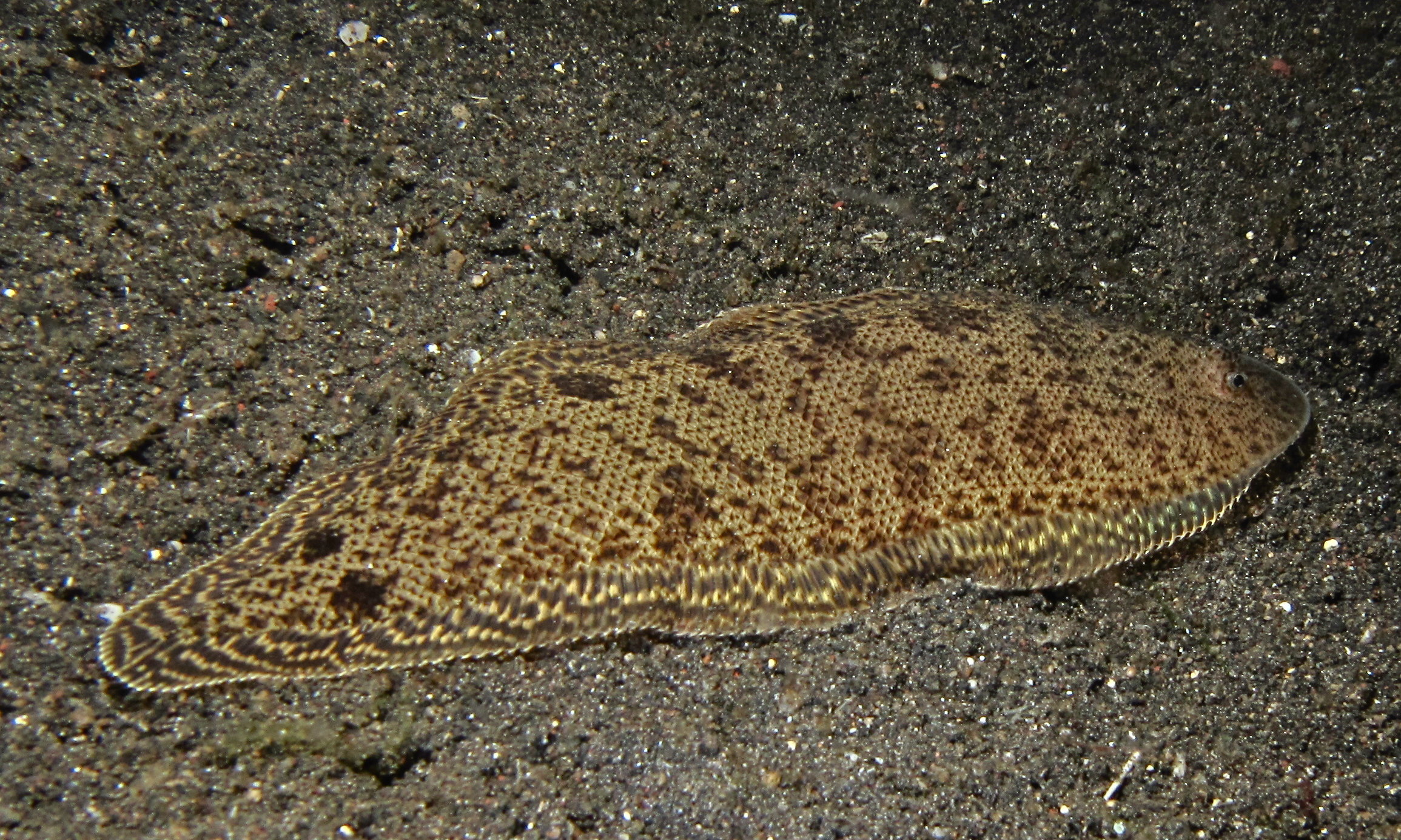
Cynoglossus maccullochi
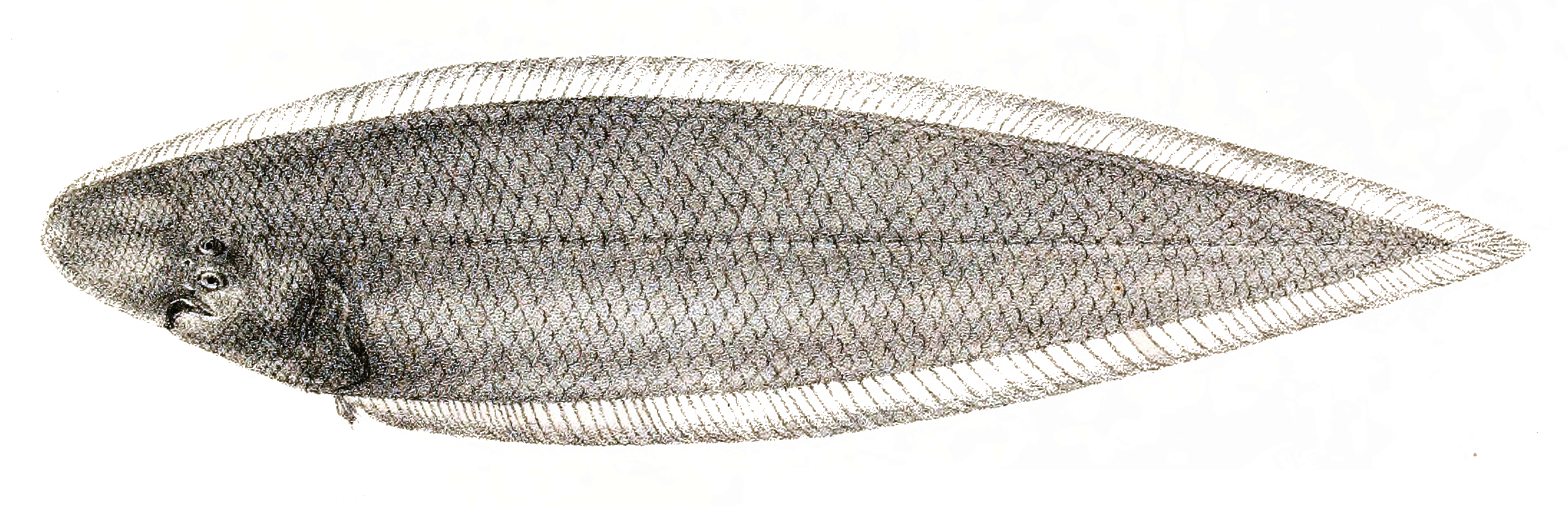
Cynoglossus macrolepidotus
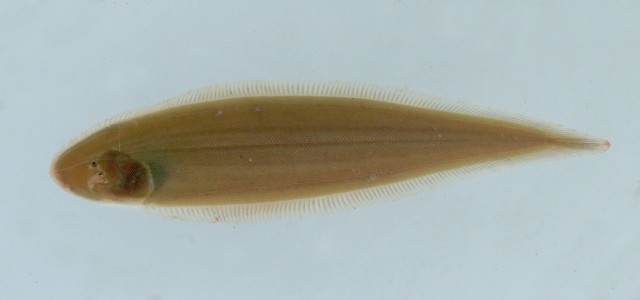
Cynoglossus microlepis
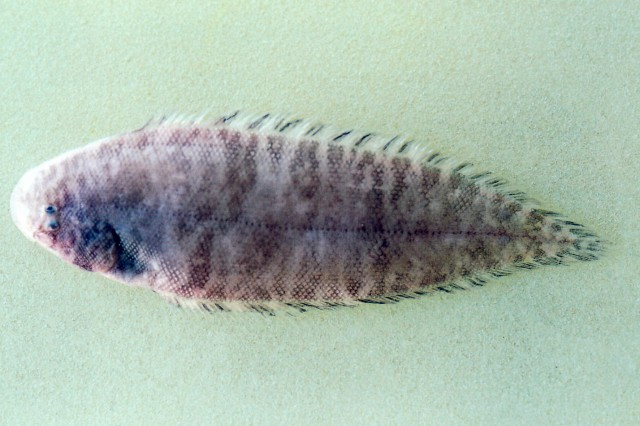
Cynoglossus monopus
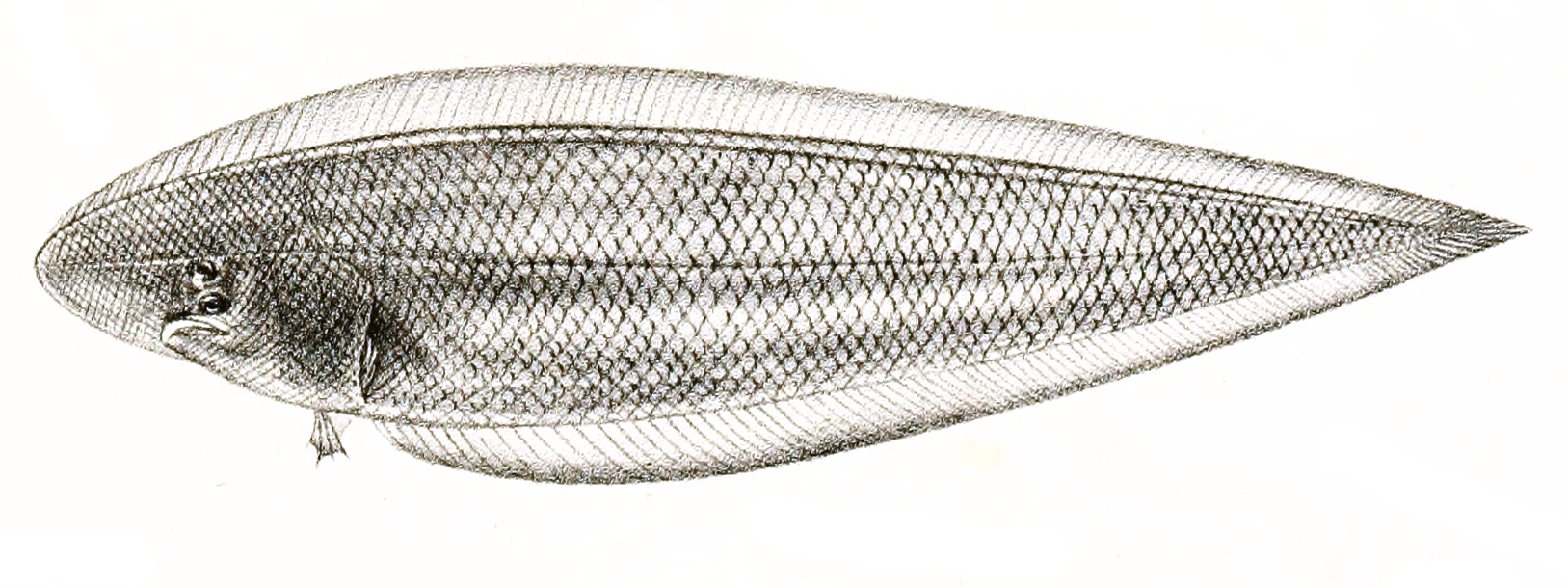
Cynoglossus oligolepis
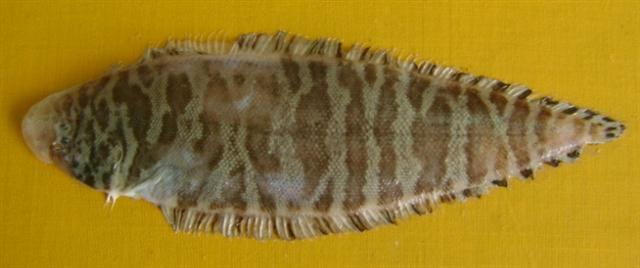
Cynoglossus puncticeps
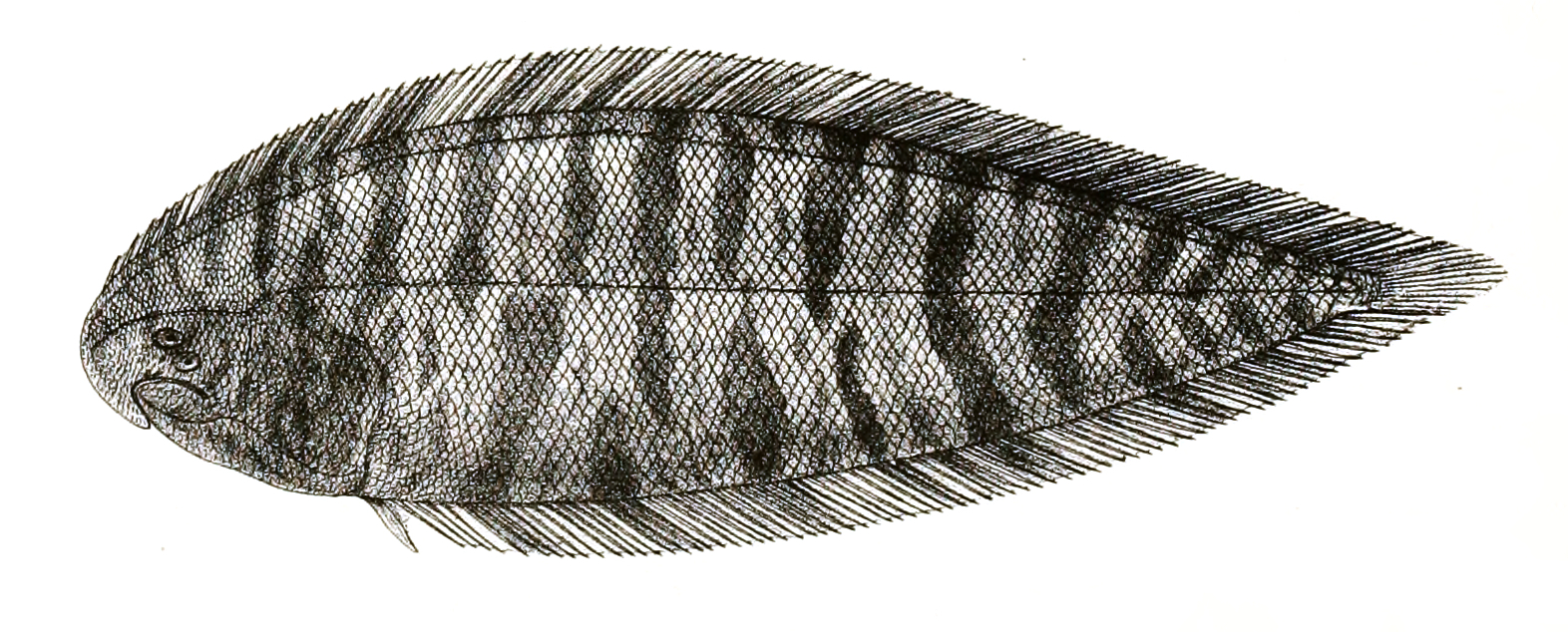
Cynoglossus semifasciatus